# Жёлтый муравей-амазонка
Жёлтый муравей-амазонка (лат. Polyergus rufescens) — вид муравьёв-рабовладельцев из рода муравьёв-амазонок подсемейства Формицины (Formicinae).

## Распространение и местообитания
Южная, центральная и восточная Европа, западная Азия (Западная Сибирь).
Границы ареала точно не установлены. На севере ареал доходит на до границы лесостепи и широколиственных лесов, частично проникая в зону смешанных лесов. Отмечен в Кыргызстане и в Крыму.
Населяет преимущественно умеренно влажные хвойные и лиственные леса. Муравейники строятся на опушках, просеках, разреженных участках лесных биотопов. Вид избегает полностью открытых мест и участков с сильным затенением.

## Описание
Длина тела солдат — 5,5—7 мм, самок — 8—9,5 мм, самцов — 6—7,5 мм. Скапус солдат и самок короткий, не достигает затылочного края головы. Первые два членика жгутика удлинены. Скапус самцов короткий, но достигает затылочной линии. Грудь у солдат и самок является стройной, у самцов — короткой и высокой. Всё тело солдат и самок желтовато-красного цвета, с чёрными волосками. Окраска тела самцов — чёрная, ноги и усики бурые. Жвалы у солдат и самок саблевидные, без зубцов, а у самцов — палочковидные (отличительный признак рода Polyergus).

## Особенности поведения
Ведут «рабовладельческий» образ жизни. Используют муравьёв подрода Serviformica из рода Formica (Формика) (Formica cunicularia, Formica fusca или Formica rufibarbis) в качестве рабочей силы («рабов»), похищая их на стадии куколки.
Во время набегов на гнёзда потенциальных видов-рабов жёлтые амазонки используют как визуальные ориентиры, так и химические метки. При этом восприятие ультрафиолетового диапазона светового спектра имеет первостепенную важность для ориентации налётчиков.

## Систематика
Впервые был описан в 1798 году французским энтомологом Пьером Латрейллем под названием Formica rufescens Latreille, 1798. В 1804 году Латрейлль создал на основе этого вида новый род Polyergus Latreille, 1804. Выделяют 4 подвида, включая один из Средней Азии:
- Polyergus rufescens tianschanicus Kuznetsov-Ugamsky, 1927[12]

## Охранный статус
Вид занесён в Красную книгу республики Беларусь, в Красную книгу Нижегородской области и в Красную книгу Днепропетровской области (2011), а также в Европейский Красный список. В 2013 году исключён из КК Нижегородской области.